# حسن الصبحان
حسن الصبحان ، ويلقب نفسه بـ«ملك التوقعات». هو مشهور سعودي اشتهر بتوقعاته لنتائج مباريات كرة القدم عموماً والدوري السعودي للمحترفين خصوصاً، ظهر في عدة برامج تلفزيونية مثل برنامج «يا هلا»، وبرنامج «طارق شو» والذي يقدمه طارق الحربي على قناة روتانا خليجية، وظهر عدة مرات في برنامج «إم بي سي في أسبوع» وبرنامج «عيد سعيد» على قناة إم بي سي.

## بداية الشهرة
ابتدأت شهرة حسن عبر مواقع التواصل الاجتماعي عندما ابتدأ بنشر فيديوهات يتوقع فيها أحداث ونتائج مباريات كرة القدم، ويدعي أحياناً كونه لاعباً سابقاً في بعض الأندية السعودية الكبيرة، أو حصوله على عروض من تلك الأندية. ويمتلك حالياً 850 ألف متابع على تويتر، و1.6 مليون مشترك على سناب شات.